# Geruge
Geruge ist eine französische Gemeinde mit 189 Einwohnern (Stand 1. Januar 2022) im Département Jura in der Region Bourgogne-Franche-Comté. Sie gehört zum Arrondissement Lons-le-Saunier und zum Kanton Lons-le-Saunier-2. 
Die Gemeinde grenzt im Nordosten an Courbouzon, im Nordosten an Macornay, im Osten an Bornay, im Süden an La Chailleuse und im Westen an Gevingey.

## Bevölkerungsentwicklung
| Jahr                       | 1962 | 1968 | 1975 | 1982 | 1990 | 1999 | 2008 | 2017 |
| -------------------------- | ---- | ---- | ---- | ---- | ---- | ---- | ---- | ---- |
| Einwohner                  | 101  | 88   | 82   | 78   | 87   | 146  | 163  | 169  |
| Quellen: Cassini und INSEE |      |      |      |      |      |      |      |      |

## Sehenswürdigkeiten
- Kirche Saint-Sébastien aus dem 15. Jahrhundert

## Weblinks

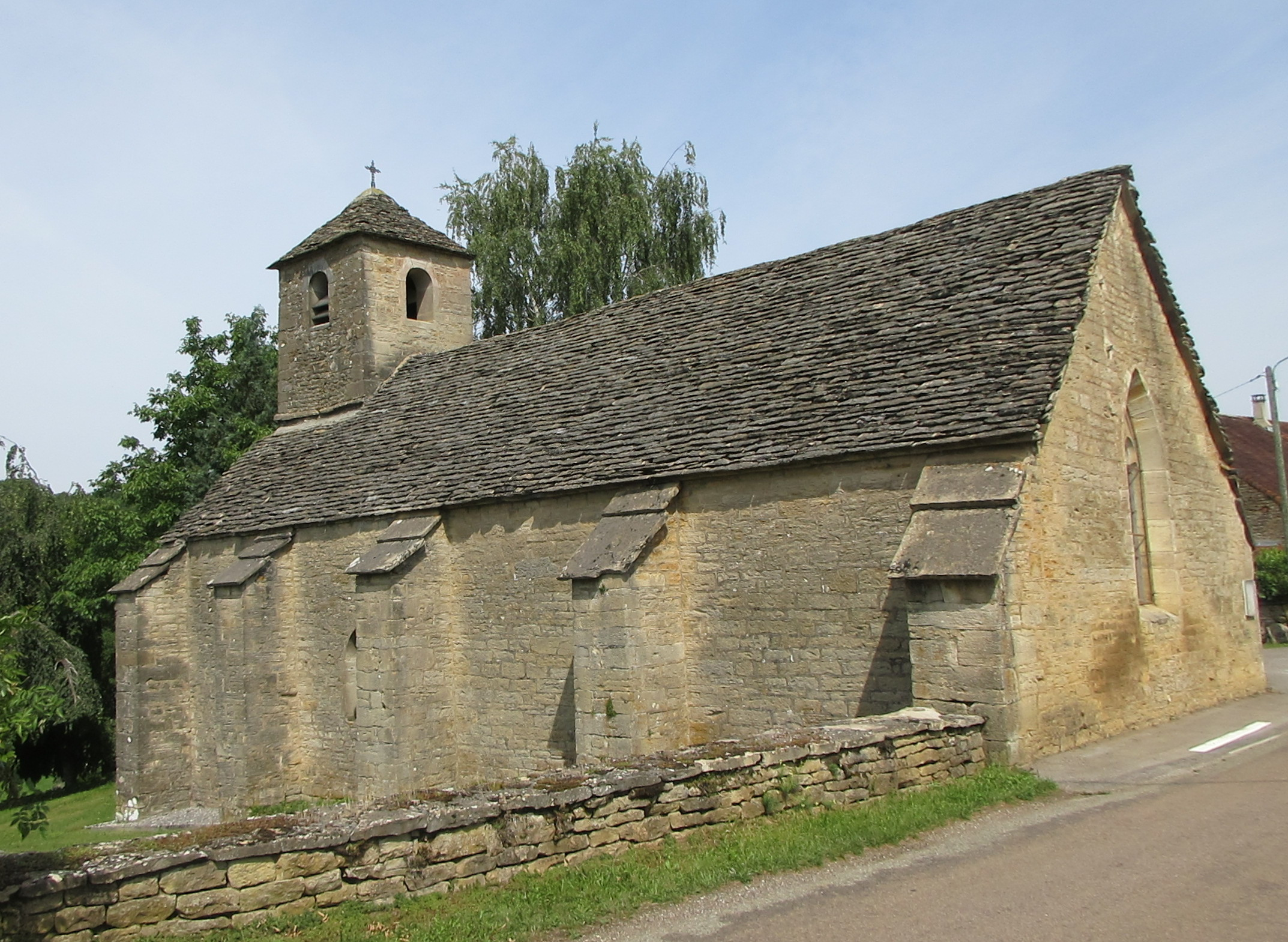
Kirche Saint-Sébastien